# Јован Живковић (лекар)
Др Јован Живковић (Сремска Каменица, 1759 — Сремски Карловци, 21. октобар 1805) био је српски лекар.

## Биографија
Медицину је завршио у Будиму, где је 1784. одбранио докторску дисертацију Dissertacio inauguralis medica de furunculo (Дисертација о чиревима). Први је универзитетски образовани лекар у Сремским Карловцима, а четврти у српском народу.
Истакао се у борби против куге у Срему (1795—1796) када је предузео обимне акције у спасавању Сремских Карловаца: копање дубоких јарака, постављање стражарница и парлаторија (ограђени простор за разговор под надзором), успостављање кужног гробља на Банстолу, организовање контумаца (карантина) и оснивање привремене болнице за оболеле од куге којом је руководио уз помоћ градског хирурга.
Извршио је прву вакцинацију деце у Карловцима против великих богиња (1802) уз помоћ градског хирурга Јегера. Био је врстан познавалац интерне медицине, фармакологије и ботанике и један од блиских сарадника природњака Андрије Волнија. Поседовао је приручну апотеку а када је у Карловцима отворена апотека, био је њен стручни надзорник. Као физикус био је и лекар карловачког „лазарета” који је тада био у изградњи.
Заслужан је за оснивање и развој Карловачке гимназије и за члана њеног Патроната изабран је 1791. године. Био је пријатељ архимандрита Лукијана Мушицког и митрополита Стефана Стратимировића у чијем је избору учествовао као посланик на Темишварском сабору (1790). Посебно се бринуо о подизању чесми и довођењу чисте воде у Карловце. Његовим настојањем 1799. подигнута је позната чесма „Четири лава”, која је добијала воду са Чератског брега. Учествовао је у политичком и књижевном животу Карловаца.
Супруга му је била Јелисавета, кћи Марије Монастирлије, а син физикус Јаков Живковић.
Сахрањен је на Доњем гробљу у Сремским Карловцима.